# Lijst van rijksmonumenten in Veenendaal
De plaats Veenendaal telt 19 inschrijvingen in het rijksmonumentenregister. Hieronder een overzicht.
| Object                                                      | Oorspronkelijke functie?  | Bouwjaar              | Architect | Locatie         | Coördinaten?                 | Nr.?   | Afbeelding                                                 |
| ----------------------------------------------------------- | ------------------------- | --------------------- | --------- | --------------- | ---------------------------- | ------ | ---------------------------------------------------------- |
| Oude kerk                                                   | Kerk en kerkonderdeel     | 1566                  |           | Markt 9B        | 52° 1' 33" NB, 5° 33' 12" OL | 36887  | Meer afbeeldingen                                          |
| De Nieuwe Molen                                             | Industrie- en poldermolen | 1911                  |           | Mulderslaan 3   | 52° 1' 55" NB, 5° 33' 18" OL | 36888  | Meer afbeeldingen                                          |
| Blok arbeiderswoningen                                      | Bedrijfs-,fabriekswoning  | 1920                  |           | Davidsstraat 5  | 52° 1' 49" NB, 5° 32' 47" OL | 511599 | Blok arbeiderswoningen                                     |
| Blok van twee arbeiderswoningen                             | Bedrijfs-,fabriekswoning  | 1920                  |           | Davidsstraat 1  | 52° 1' 49" NB, 5° 32' 48" OL | 511600 | Blok van twee arbeiderswoningen                            |
| Blok arbeiderswoningen                                      | Bedrijfs-,fabriekswoning  | 1920                  |           | Davidsstraat 13 | 52° 1' 50" NB, 5° 32' 47" OL | 511601 | Blok arbeiderswoningen                                     |
| Blok arbeiderswoningen                                      | Bedrijfs-,fabriekswoning  | 1920                  |           | Davidsstraat 21 | 52° 1' 50" NB, 5° 32' 48" OL | 511602 | Blok arbeiderswoningen                                     |
| Blok arbeiderswoningen                                      | Bedrijfs-,fabriekswoning  | 1920                  |           | Davidsstraat 25 | 52° 1' 51" NB, 5° 32' 48" OL | 511603 | Blok arbeiderswoningen                                     |
| Blok arbeiderswoningen                                      | Bedrijfs-,fabriekswoning  | 1920                  |           | Davidsstraat 45 | 52° 1' 53" NB, 5° 32' 49" OL | 511604 | Blok arbeiderswoningen                                     |
| Blok arbeiderswoningen                                      | Bedrijfs-,fabriekswoning  | 1920                  |           | Davidsstraat 30 | 52° 1' 53" NB, 5° 32' 50" OL | 511605 | Blok arbeiderswoningen                                     |
| Blok arbeiderswoningen                                      | Bedrijfs-,fabriekswoning  | 1920                  |           | Davidsstraat 14 | 52° 1' 51" NB, 5° 32' 49" OL | 511606 | Blok arbeiderswoningen                                     |
| Blok arbeiderswoningen                                      | Bedrijfs-,fabriekswoning  | 1920                  |           | Davidsstraat 2  | 52° 1' 49" NB, 5° 32' 48" OL | 511607 | Blok arbeiderswoningen                                     |
| Dubbel woonhuis                                             | Woonhuis                  | 1884-1890             |           | Kerkewijk 8     | 52° 1' 30" NB, 5° 33' 14" OL | 511608 | Dubbel woonhuis                                            |
| Woonhuis is een in een eclectische stijl opgetrokken villa  | Woonhuis                  | 1890-1910             |           | Kerkewijk 22    | 52° 1' 22" NB, 5° 33' 8" OL  | 511609 | Woonhuis is een in een eclectische stijl opgetrokken villa |
| Winkel-woning                                               | Werk-woonhuis             | tweede helft 19e eeuw |           | Markt 7         | 52° 1' 34" NB, 5° 33' 15" OL | 511610 | Winkel-woning                                              |
| De Vriendschap                                              | Industrie- en poldermolen | 1872                  |           | Nieuweweg 109   | 52° 2' 3" NB, 5° 33' 8" OL   | 511611 | Meer afbeeldingen                                          |
| Kantoorgebouw                                               | Handel en kantoor         | 1910-1920             |           | Kerkewijk 115   | 52° 1' 0" NB, 5° 32' 53" OL  | 511612 | Kantoorgebouw                                              |
| Fort aan de Buursteeg, gedeelte ten zuiden van de spoorlijn | Fort, vesting en -onderdl | 1786                  |           | Nieuweweg-Noord | 52° 2' 53" NB, 5° 33' 25" OL | 528622 | Meer afbeeldingen                                          |
| S3 kazemat GL134                                            | Kazemat                   | 1939-1940             |           | Nieuweweg-Noord | 52° 2' 53" NB, 5° 33' 27" OL | 528623 | Meer afbeeldingen                                          |
| Kazemat R003-P                                              | Kazemat                   | 1944                  |           | Nieuweweg-Noord | 52° 2' 50" NB, 5° 33' 16" OL | 528624 | Meer afbeeldingen                                          |